# Mount Olivet (Kentucky)
Mount Olivet es una ciudad ubicada en el condado de Robertson en el estado estadounidense de Kentucky. En el Censo de 2010 tenía una población de 299 habitantes y una densidad poblacional de 262,97 personas por km².

## Geografía
Mount Olivet se encuentra ubicada en las coordenadas 38°31′48″N 84°2′24″O / 38.53000, -84.04000. Según la Oficina del Censo de los Estados Unidos, Mount Olivet tiene una superficie total de 1.14 km², de la cual 1.14 km² corresponden a tierra firme y (0%) 0 km² es agua.

## Demografía
Según el censo de 2010, había 299 personas residiendo en Mount Olivet. La densidad de población era de 262,97 hab./km². De los 299 habitantes, Mount Olivet estaba compuesto por el 99.33% blancos, el 0% eran afroamericanos, el 0% eran amerindios, el 0% eran asiáticos, el 0% eran isleños del Pacífico, el 0% eran de otras razas y el 0.67% pertenecían a dos o más razas. Del total de la población el 0% eran hispanos o latinos de cualquier raza.